# Кёниг, Пауль Лебрехт
Пауль Лебрехт Кёниг (нем. Paul Lebrecht König; 20 марта 1867 года, Рор, Тюрингия, Германская империя — 8 сентября 1933 года, Гнадау, Германия) — немецкий торговый и военный моряк, капитан первой торговой подводной лодки «Дойчланд», совершившей во время Первой мировой войны два успешных похода в Соединённые Штаты Америки.

## Биография
Родился 20 марта 1867 года в коммуне Рор в Тюрингии в семье пастора Фридриха Альберта Кёнига (нем. Friedrich Albert König) и его жены Софии Шарлотты Паулины (нем. Sophie Charlotte Pauline). Отцу вскоре пришлось по состоянию здоровья оставить пастырское служение и семья переехала в 1872 году в Гнадау. Вскоре отец умер. Мать очень хотела, чтобы сын пошёл по стопам отца, поэтому Пауль начал изучать богословие в Галле. Однако в 1883 году с согласия своего опекуна Кёниг решил прервать учёбу, чтобы обучиться профессии моряка в Бремене. В 1894 году Кёниг прошёл испытание как «шкипер дальнего плавания». В 1896 году он поступил на службу в Северогерманский Ллойд (нем. Norddeutscher Lloyd). 10 декабря 1904 года Кёниг получил патент на звание капитан-лейтенанта запаса.
В 1911 году Кёниг становится капитаном парохода «Шлезвиг» (нем. Schleswig). До Первой мировой войны Кёниг проводил большее количество времени в Средиземном море, управляя «Шлезвигом» или другим пароходом «Принцессой Иреной» (нем. Prinzess Irene). Оба парохода были пассажирскими судами, обслуживавшими богатых туристов. Кёниг бегло говорил по-английски, хотя с тяжёлым немецким акцентом.
Начало Первой мировой войны застало Кёнига на борту «Шлезвига» в норвежских водах. Имея возможность укрыться в нейтральном порту, Кёниг привёл «Шлезвиг» в Бремерхафен, что было отмечено прессой и не забыто работодателем. Кёниг был немедленно мобилизован на действительную военную службу и следующие пятнадцать месяцев провёл на борту броненосца «Бранденбург» (нем. SMS Brandenburg), где прошёл службу от вахтенного офицера до первого офицера. В декабре 1915 года капитан-лейтенант Кёниг был переведён в распоряжение специального подразделения Императорского флота (нем. Matrosendivision zur Verfügung), в котором помогал отбирать кандидатов для экипажей будущих торговых подводных лодок.
16 марта 1916 года Кёниг был нанят Германской океанской судоходной компанией (нем. Deutsche Ozean-Rhederei GmbH). Этому предшествовал разговор с Альфредом Ломаном, президентом Бременской торговой палаты, состоявшийся в сентябре 1915 года в отеле «Адлон» в Берлине, в котором Ломан сообщил об идее установить торговое сообщение с Америкой подводными лодками.
Ломан, сам бывший ранее агентом Северогерманского Ллойда, ценил Кёнига как опытного судоводителя — его знания вод и глубин Чесапикского залива, приобретённые во время рейсов на судах Балтиморской линии Северогерманского Ллойда, были решающими при его назначении капитаном торговой подводной лодки.
По завершении испытаний, 14 июня 1916 года подводная лодка «Дойчланд» вышла из Бремена под торговым флагом. «Дойчланд» пересекла Атлантический океан и 9 июля 1916 года прибыла в порт Балтимор (США). После тщательного осмотра подводной лодки американские власти признали подводную лодку невооружённым торговым судном.
В обратный путь «Дойчланд» отправилась 1 августа и 25 августа лодка благополучно пришла в Бремен. Результаты похода в Америку были впечатляющими. В Германию были доставлены 350 тонн каучука, 343 тонны никеля, 83 тонны олова и полтонны джута. Капитан Кёниг и его команда были прославлены как народные герои. Поступили поздравительные телеграммы от кайзера Вильгельма II, имперского канцлера Бетман-Гольвега, президента рейхстага Кемпфа, адмирала флота Шеера и других высокопоставленных лиц.
Были изданы и предложены к продаже в качестве сувениров многочисленные почтовые открытки с изображениями капитана Кёнига, подводной лодки «Дойчланд» и команды.
25 августа 1916 года Кёниг получил звание почётного доктора медицинского факультета университета Мартина Лютера в Галле.
В ноябре 1916 года Кёниг совершил на «Дойчланд» второй поход в США, приведя подводную лодку в Нью-Лондон.
В связи с разрывом дипломатических отношений с США торговая подводная лодка «Дойчланд» была принята 18 февраля 1917 года Императорским флотом, получила новое название «U-155» и позднее была вооружена. С этого момента Кёниг возвратился на службу в военный флот. В 1920 году в звании корветтенкапитана Кёниг уволился в запас и вернулся на службу в Северогерманский Ллойд, где его повысили до начальника морского департамента. В 1932 году Кёниг вышел на пенсию и вновь поселился в Гнадау.
Умер 8 сентября 1933 года в Гнадау в возрасте 66 лет. Объявления о его смерти и похоронах были опубликованы в газете «Шёнебекер Цайтунг» (нем. Schönebecker Zeitung). Кёнига похоронили во вторник, 12 сентября 1933 года, на кладбище моравской церкви (нем. Friedhof der Herrnhuter Brüdergemeinde). Речи на похоронах произнесли представители главы военно-морского командования (нем. Chef der Marineleitung), имперского министра труда, земельный вождь союза фронтовиков и др. Представитель сената Бремена сообщил, что все суда в порту Бремена приспустили флаги в знак траура и что весь Бремен оплакивает капитана Пауля Кёнига.

## Внешность
Рост Кёнига составлял 173 см (пять футов и восемь дюймов), вес 70 кг (155 фунтов). Волосы стального цвета были зачёсаны строго назад и коротко, в военном стиле, острижены над немного большими ушами. У него было маленькое обветренное лицо, несколько «домашнее». Один из американских репортёров описал Кёнига как «похожего на эльфа» (англ. elf-like). В униформе капитан Кёниг выглядел обаятельным элегантным человеком, вызывавшим восхищение пассажиров.

## Семья
5 сентября 1901 года в Уинчестере, в Англии, вступил в брак с британской подданной Кэтлин Мэри Пеннингтон (англ. Kathleen Marie Pennington), разведённой дочерью священника. Кёниг и Пеннингтон познакомились годом ранее на судне, где он был вторым офицером, а она пассажиркой. В этом браке родились трое сыновей. Жена и дети жили в Великобритании.

## Увековечение памяти
В 1916 году Кёниг стал почётным гражданином общины Рор, в которой он родился. В ГДР, однако, табличка из здания приходского управления была удалена. Однако в 1994 году в палисаднике приходского дома была установлена новая мемориальная доска в память о Пауле Кёниге.
В коммуне Рор есть улица под названием Пауль-Лебрехт-Кёниг-Штрассе (нем. Paul-Lebrecht-König-Straße).
Улица на восточной окраине города Бремена по предложению немецкого офицера-подводника Рейнхарда Хардегена (нем. Reinhard Hardegen) получила название «Капитан-Кёниг-Вег» (нем. Kapitän-König-Weg).
Морское товарищество в Шенебеке (Эльба) с 1992 года носит имя Кёнига.

## Награды
- Железный крест 2 степени, Пруссия.
- Награда за военную службу I степени (нем. Landwehrdienstauszeichnung 1. Klasse), Пруссия.
- Рыцарский крест ордена королевского дома Гогенцоллернов, Пруссия.
- Серебряная памятная медаль сената Бремена.[2]